# Grevensmolen (Vegelinsoord)
De Grevensmolen of Deelsmolen bij Vegelinsoord aan het water de Grevensvaart en het Nieuwe Heerenveense Kanaal werd gebouwd in 1859. Op de windmolen staat het jaartal 1860. De molen is een achtkante grondzeiler. De functie was poldermolen van De Haskerveenpolder. Eigenaar is de gemeente De Friese Meren.
Men kan vanuit hier ook de noordelijker gelegen molen, de Mellemolen, aan Het Deel zien. Deze staat wel aan de andere kant van het water, maar is met een fietspontje te bereiken.

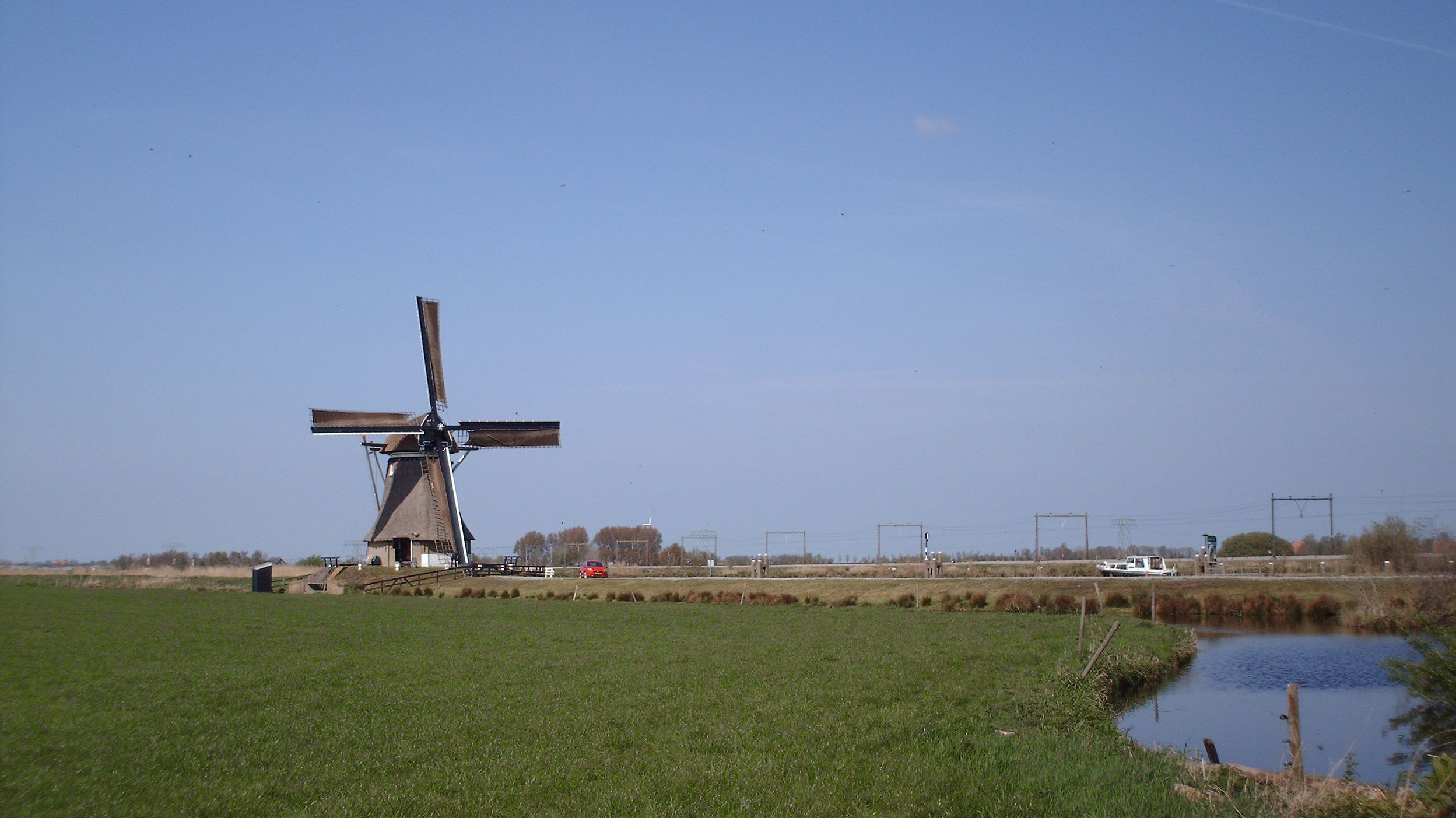
Grevensmolen